# 6302 Tengukogen
6302 Tengukogen eller 1989 CF är en asteroid i huvudbältet som upptäcktes den 2 februari 1989 av den japanska astronomen Tsutomu Seki vid Geisei-observatoriet. Den är uppkallad efter Tengu i Japan.
Asteroiden har en diameter på ungefär 5 kilometer och den tillhör asteroidgruppen Eunomia.